# Sanal Edamaruku
Sanal Edamaruku je indický spisovatel a racionalista. Je zakladatelem a redaktorem časopisu Rationalist International, prezident Indian Rationalist Association (Indické racionalistické asociace - IRA) a autorem 25 knih a dalších článků. V roce 2012 byl skupinou katolíků obviněn z rouhání, když urážel katolické věřící při zkoumání údajného zázraku v místním kostele v Bombaji. Aby se vyhnul zatčení, přestěhoval se do Finska.

## Raný život
Edamaruku se narodil v roce 1955 v Thodupuzhe v indické Kérale učenci a spisovateli Josephu Edamarukuovi a Soleye Edamarukuové. Narodil se ve smíšeném křesťansko-hinduistickém manželství a byl vychováván bez zvláštního náboženského vlivu. Na naléhání rodičů byl prvním studentem v Indii, u něhož bylo v oficiálních školních záznamech uvedeno „bez vyznání.“
Racionalisticko-ateistickým aktivistou se stal v patnácti letech poté, co byl svědkem smrti atletky ze sousedství poté, co jí její rodina odmítla poskytnout lékařské ošetření, protože věřila v uzdravení vírou.

### Vzdělání
V roce 1977 získal magisterský titul z politických věd na univerzitě v Kérale. V roce 1980 získal titul MPhil na Univerzitě Džaváharlála Néhrúa v Dillí na Škole mezinárodních studií. Během psaní disertační práce začal pracovat pro Afroasijskou organizaci pro obnovu venkova (Afro-Asian Rural Reconstruction Organization). V roce 1982 se práce vzdal, aby se mohl více věnovat Indické racionalistické asociaci Indian (Rationalist Association - IRA) a publikování vlastních prací. Vystudoval žurnalistiku a pravidelně vystupoval v televizních pořadech.[zdroj?]

## Racionalistický aktivismus

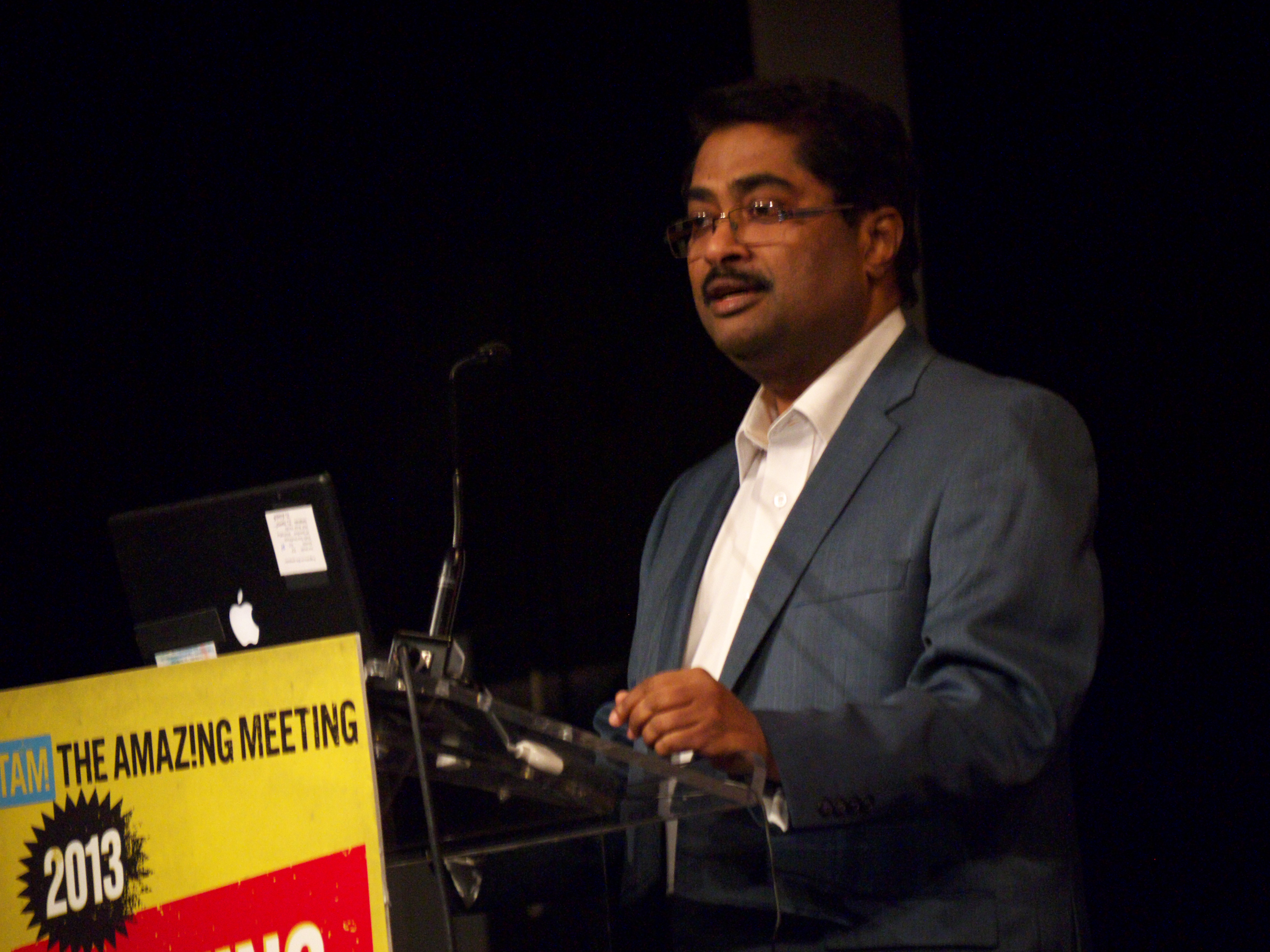
Sanal Edamaruku při projevu během The Amaz!ng Meeting 2013 – Indický Guru: Létající fakíři a hladovějící svatí

Edamaruku byl od svých 15 let aktivní v IRA. Než se v roce 2005 stal jejím předsedou, působil zde od roku 1983 jako generální tajemník a byl redaktorem její publikace Modern Freethinker. V mnoha svých knihách a článcích se zabývá především racionalistickými myšlenkami a vystupuje proti pověrám v Indii. Jeho spisy v Rationalist International jsou překládány do angličtiny, francouzštiny, němčiny, španělštiny a finštiny.
V únoru 2011 byl Edamaruku zvolen členem amerického Committee for Skeptical Inquiry a je čestným členem New Zealand Association of Rationalists and Humanists (Novozélandské asociace racionalistů a humanistů) a Rationalist Association (Racionalistické asociace Spojeného království).
Edamaruku organizoval demonstrace a prováděl vyšetřování, které pomáhaly odhalovat podvodníky, mystiky a boží muže, a také vedl kampaně proti pověrám v indických vesnicích. Označuje je jako „racionalistické divadlo reality.“ Tato vyšetřování přitahovala pozornost tištěných a televizních médií v celé Asii.[zdroj?] V dokumentárním filmu Guru Busters vystupuje Edamaruku a tým racionalistických aktivistů na cestách v Kérale, kde veřejně předvádí, jak provádět údajně nadpřirozené kousky. Pomáhal při budování Indian Atheist Publishers (Indického ateistického nakladatelství), které je nyní největším asijským nakladatelstvím svobodného myšlení. Svolal tři mezinárodní racionalistické konference, které se konaly v letech 1995, 2000 a 2002.
V prosinci 2013 Edamaruku na svém blogu oznámil zahájení vydávání nového čtvrtletníku v angličtině The Rationalist, mezi jehož přispěvateli budou mezinárodní racionalisté z několika kontinentů a jehož obsah se bude věnovat vědě, rozumu, kritickému myšlení a lidským právům.

### Velká tantrická výzva
3. 3. 2008 při vystoupení v panelovém televizním pořadu Edamaruku vyzval tantrika, aby prokázal své schopnosti tím, že ho zabije pouze pomocí magie. živě vysílaný pořad v indické televizi, kde tantrik zpíval mantry a prováděl obřad, získal velký nárůst sledovanosti. Poté, co jeho pokusy selhaly, tantrik oznámil, že Edamaruku musí být pod ochranou mocného boha, na což Edamaruku odpověděl, že je ateista.

### Případ rouhání z roku 2012

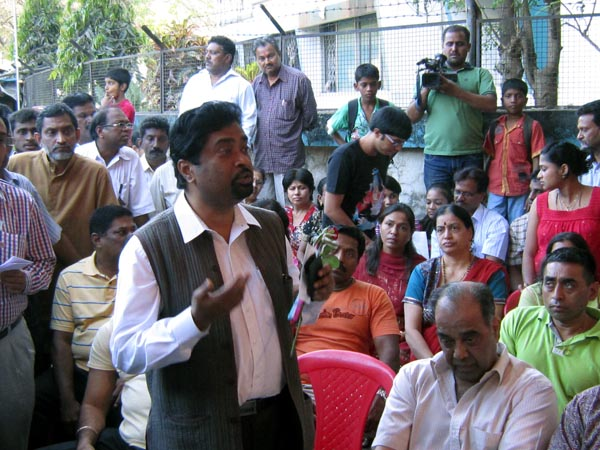
Sanal Edamaruku před bombajským kostelem po odhalení údajného zázraku s kapajícím krucifixem.

V březnu 2012 vyšetřoval Sanal Edamaruku zprávu, že z krucifixu v kostele Panny Marie z Velankanni v Bombaji kape voda z nohou. Tento incident sice katolická církev neprohlásila za zázrak, ale místní obyvatelé jej za něj považovali. Sanal Edamaruku byl se souhlasem církevních autorit pozván k vyšetřování televizí TV9 z Bombaje. Vydal se na místo s technikem a vystopoval zdroj kapání – zjistil, že voda prosakuje nohama Ježíše v důsledku kapilárního jevu a vadného vodovodního potrubí. Vlhkost na stěně, na které byla socha připevněna, zřejmě pocházela z přetékajícího kanálu, který byl napájen potrubím vycházejícím z nedalekého záchodu.
Edamaruku byl během svého vystoupení v televizním pořadu pořádaném k diskusi o vyšetřování uštěpačný vůči katolické církvi a označil ji za protivědeckou, a dělal si legraci z papeže. Katolický právník požádal Edamaruku, aby se během televizního vysílání omluvil, ten tak neučinil, a tak v dubnu 2012 podalo Catholic Secular Forum (Katolické sekulární fórum) v Bombaji na několika policejních stanicích v okolí města stížnost podle § 295(A) indického trestního zákoníku.
All India Catholic Union (Celoindická katolická unie) uvedla, že zákon byl aplikován nesprávně, podle Colina Gonsalvese, zakladatele India Center for Human Rights and Law (Indického centra pro lidská práva a zákon) nebyl spáchán žádný trestný čin. Objevily se stížnosti, že zákon byl zneužit k potlačení svobody projevu. Na Sanalovu obranu veřejně vystoupili i další lidé, například Vishal Dadlani a James Randi. Římskokatolická arcidiecéze v Bombaji vydala prohlášení, v němž vyzvala Edamaruka k omluvě a prokuraturu ke stažení obvinění, ačkoli katolická církev není s trestním obviněním spojena.
31. července 2012 se Edamaruku přestěhoval do Finska. Když byl v roce 2013 zavražděn kolega z kampaně Narendra Dabholkar, Edamaruku cítil, že by návrat do Indie mohl ohrozit také jeho život. Edamaruku prohlásil: „Udělal bych to znovu. Protože každý zázrak, který má v jednu chvíli obrovský vliv, je po vysvětlení prostě pryč. Je to jako bublina. Píchnete do ní a zmizí.“.

## Názory
Edamaruku kritizuje indické zákony o rouhání a označuje je za „pozůstatky koloniální legislativy“, které byly zneužívány k „pronásledování a umlčování“ intelektuálů a umělců, kteří zpochybňují náboženské přesvědčení. Považuje za nebezpečné, že kdokoli může podat stížnost na rouhání proti jiné osobě, což vede k zatčení a dlouhodobému věznění, dokud soud podezřelého neosvobodí. Edamaruku tvrdí, že skutečným nebezpečím je zde není rozsudek, ale více předsoudní „trest.“
Edamaruku je kritikem Matky Terezy, veřejně kritizuje její odkaz v Kalkatě, vystupuje proti svatořečení Matky Terezy katolickou církví a proti „zázračnému“ vyléčení Moniky Besry. Církevní důkazy se opírají o písemné svědectví v angličtině, které sepsala negramotná žena, jež neumí anglicky, a tvrdí, že ji vyléčil medailonek, který na ní položily jeptišky. Edamaruku uvedl, že její vyléčení lze důvodně připsat léčbě, které se jí dostalo ve státní nemocnici v Balurghatu a v North Bengal Medical College and Hospital. Po prošetření záznamů o její péči bývalý ministr zdravotnictví Západního Bengálska Partho De souhlasil, že její uzdravení lze přičíst několikaměsíční lékařské péči. Edamaruku označuje „zázrak“ za „zjevný podvod.“
Edamaruku často hovoří o potenciálně nebezpečných pověrečných praktikách, jakou je např. védská astrologie, které jsou v indické společnosti rozšířené. Je pravidelným komentátorem indických televizních pořadů, kde vysvětluje pověry a slepou víru, a je významným hlasem na obranu rozumu a vědecké umírněnosti v Indii. Přednášel v zahraničí včetně USA a mnoha evropských zemí.
Guruové v Indii jsou často obviňováni z toho, že se pod rouškou náboženství dopouštějí trestné činnosti, aby si získali stoupence, slávu a finanční prostředky. Podle Edamaruka je většina z nich šarlatány a nemálo z nich nashromáždilo velké bohatství a majetek díky „zázrakům“, které nejsou ničím jiným než podvody.
Edamaruku považuje indické racionalistické hnutí za „inspirativní příklad pro mnohé západní racionalisty, aby probudili, aktivizovali a omladili své vlastní organizace“, přičemž indičtí racionalisté jsou „v první linii boje mezi vědou a pověrami.“

## V populární kultuře
- Australský spisovatel Greg Egan použil příběh Edamarukua, IRA a Tantrické výzvy ve svém románu Teranesia.
- Edamaruku se objevuje jako postava v románu bangladéšské spisovatelky Taslimy Nasreenové Francouzský milenec.
- Angela Sainiová v knize Geek Nation: Jak indická věda ovládá svět obsahuje kapitolu „Chariot of Gods“, která popisuje Edamarukovu práci.